# Municipio de Crystal (condado de Montcalm)
El municipio de Crystal (en inglés, Crystal Township) es un municipio del condado de Montcalm, Míchigan, Estados Unidos. Tiene una población estimada, a mediados de 2022, de 2667 habitantes.

## Geografía
Está ubicado en las coordenadas 43°15′08″N 84°53′32″O / 43.25222, -84.89222 (43.252128, -84.892354). Según la Oficina del Censo de los Estados Unidos, tiene una superficie total de 92.8 km², de los cuales 88.1 km² corresponden a tierra firme y 4.7 km² están cubiertos de agua.

## Demografía
Según el censo de 2020, en ese momento había 2619 personas residiendo en la zona. La densidad de población era de 29.7 hab./km². El 94.04 % de los habitantes eran blancos, el 0.23 % eran afroamericanos, el 0.34 % eran amerindios, el 0.23 % eran asiáticos, el 0.04 % era isleño del Pacífico, el 0.99 % eran de otras razas y el 4.12 % eran de una mezcla de razas. Del total de la población, el 3.89 % eran hispanos o latinos de cualquier raza.